# 1831년 프랑스 총선
1831년 프랑스 총선은 7월 혁명이후 개정된 헌법에 따라 프랑스에서 치러진 첫 총선으로, 25세 이상으로 200프랑 이상의 납세자만 투표할 수 있는 제한선거였다.

## 선거 결과
| 정당       | 의석수 |
| ---------- | ------ |
| 자유파     | 282석  |
| 정통왕정파 | 104석  |
| 공화파     | 73석   |

정치세력으로는 프랑스 국민의 왕으로 즉위한 루이 필리프 지지파인 자유파, 루이 필리프를 부정하며 부르봉 왕조를 지지하는 정통왕정파, 그리고 입헌군주제 자체를 반대해 공화제를 주장하는 공화파가 있었다